# Тензор деформації
Те́нзор деформа́ції — математичний об'єкт, тензор, який характеризує зміну форми та об'єму частини пружного середовища  тіла при деформації.
Тензор деформації визначається, як
{\displaystyle \varepsilon _{ij}={\frac {1}{2}}\left({\frac {\partial u_{i}}{\partial x_{j}}}+{\frac {\partial u_{j}}{\partial x_{i}}}\right)},
де {\displaystyle \mathbf {u} } — вектор, який описує зміщення точки тіла.
Тензор деформації симетричний, тобто {\displaystyle \varepsilon _{ij}=\varepsilon _{ji}}.
За допомогою тензора деформації описують малі пружні деформації тіла. При великих деформаціях, коли починає проявлятися незворотна пластичність або тіло рветься, застосування тензора деформації обмежене.
Діагональні елементи тензора деформації описують лінійні деформації розтягу чи стиску, недіагональні — деформацію зсуву.

## В сферичній системі координат
{\displaystyle \varepsilon _{rr}={\frac {\partial u_{r}}{\partial r}}}
{\displaystyle \varepsilon _{\theta \theta }={\frac {1}{r}}{\frac {\partial u_{\theta }}{\partial \theta }}+{\frac {u_{r}}{r}}}
{\displaystyle \varepsilon _{\varphi \varphi }={\frac {1}{r\sin \theta }}{\frac {\partial u_{\varphi }}{\partial \varphi }}+{\frac {u_{\theta }}{r}}{\text{ctg }}\theta +{\frac {u_{r}}{r}}}
{\displaystyle 2\varepsilon _{\theta \phi }={\frac {1}{r}}\left({\frac {\partial u_{\varphi }}{\partial \theta }}-u_{\varphi }{\text{ctg }}\theta \right)+{\frac {1}{r\sin \theta }}{\frac {\partial u_{\theta }}{\partial \varphi }}}
{\displaystyle 2\varepsilon _{r\theta }={\frac {\partial u_{\theta }}{\partial r}}-{\frac {u_{\theta }}{r}}+{\frac {1}{r}}{\frac {\partial u_{r}}{\partial \theta }}}
{\displaystyle 2\varepsilon _{\varphi r}={\frac {1}{r\sin \theta }}{\frac {\partial u_{r}}{\partial \varphi }}+{\frac {\partial u_{\varphi }}{\partial r}}-{\frac {u_{\varphi }}{r}}}.